# Linda George (cantante asiria)
Linda George (en asirio: ܠܝܢܕܐ ܓܘܪܓ, Bagdad, Irak; 11 de febrero de 1964) es una cantante iraquí-estadounidense de origen asirio. La gran mayoría de sus canciones están interpretadas en su idioma asirio natal, aunque algunas están en inglés y árabe. A diferencia de muchos otros artistas asirios similares, Linda George se ha adentrado en géneros de música estadounidense como R&B, baile urbano y música electrónica en su carrera de más de 40 años.
George es una de las cantantes asirias más famosas y reconocidas, habiendo realizado giras por los continentes de Oceanía, Europa y Asia. Además,  es la figura asiria más popular en Facebook.

## Biografía
Linda ha cantado desde que era una niña, con una su carrera que comenzó a la corta edad de cinco años. Fue solista en el coro de su iglesia en Bagdad, donde realizó una aparición en la televisión nacional iraquí. Su familia y ella se mudaron a Amán, Jordania en 1979. Ese mismo año,  emigraron a los EE. UU., donde comenzó su carrera profesional cantando en la comunidad asiria de Chicago.
Linda George fue descubierta por cantante asirio Sargon Gabriel. Sargon grabó "Dalaleh" junto a Linda en 1981. La canción se volvió una melodía  popular dentro de la comunidad asiria y ayudó a George a grabar su primer álbum propio. El primer álbum de Linda, Hal Eiman, fue lanzado en 1983 e instantáneamente se transformó en un éxito. George continuó con su carrera  y a principios de los años 1990 se convirtió en la primera cantante asiria en utilizar ritmos contemporáneos a la vez que cantaba en el idioma asirio.
Después de experimentar con ritmos y mezclas occidentales en sus tres álbumes anteriores, George dio un nuevo giro a la música asiria con su séptimo álbum, "Khamra Teeka", lanzado en 1993. En este álbum, específicamente en la "Matlab D'Libba", se interpretó el primer rap en asirio. Otra canción del mismo álbum que también se volvió muy popular fue "Barwar". La canción, que retrataba el genocidio asirio, fue estrenada después de la Guerra de Golfo y después de que la región de Barwar, en el norte de Irak, fuera bombardeada y dejada en ruinas.
A mediados de los 90, George estrenó otros dos álbumes. Su último álbum de estudio de la década fue "Khoot Goolpane't Malakha", en 1995. El álbum fue una especie de recopilación de lo que habían presentado los álbumes anteriores de Linda, tales como música tradicional, música estadounidense y baladas. En abril de 2002, durante las celebraciones del año nuevo asirio, realizó una gira histórica en el norte de Irak, donde fue bienvenida por más de 20.000 fanáticos asirios. En 2005, después de que Sadam Huseín fuera depuesto como presidente de Irak, Linda lanzó "I am Free", un CD que contenía cuatro canciones en árabe. El tema principal, "Ana Hurra" fue presentado en todo el mundo como un himno representativo de la liberación de Irak.
En 2010, mientras se encontraba de gira en Australia por vigésima segunda, realizó la grabación del videoclip de "Madeleey", una de las canciones estenadas en su álbum más reciente, siendo este filmado en el parque nacional Real, ubicado en las cercanías de la ciudad de Sídney.
En conmemoración de sus 30 años de carrera, se realizaron diversos eventos durante el año 2013, incluyendo una gran fiesta en Chicago y un concierto en el Alex Theatre de Los Ángeles. Si bien su familia se había establecido en Chicago  durante varios años, esta se trasladó a la ciudad de Modesto, California y posteriormente, a Las Vegas. Finalmente, Linda George se estableció definitivamente en Glenview, Illinois.

## Discografía
- 1983 – Hal Eiman (¿Cuánto tiempo?)
- 1984 – Kursia D Malkoota (La Silla del Reino)
- 1986 – Melodies from Northern of My Country (Melodías del Norte de mi País)
- 1988 – Warda Bil Drananeh D'Khubba (Flor en los Hombros de Amor)
- 1988 – Kinara D Roukha (Arpa de Alma)
- 1989 – Alahta D Khubba, Shupra O Khaila (Diosa de Amor, Belleza y Poder)
- 1992 – Kuma W'Khwara (Negro y Blanco)
- 1993 – Khamra Tiqa (Vino Viejo)
- 1995 – Khoot Golpaneh D soyalakha (Debajo las Alas de un Ángel)
- 1996 - Peace on Earth: "The Golden Voice" Sings for Christmas (Paz sobre la Tierra: "La Voz Dorada" Canta en Navidad)
- 1997 - The Golden Collection (La Colección Dorada)
- 1999 – Colors of my Country (Colores de mi País)
- 2001 – No Quarter (sencillo en inglés)
- 2003 – Silence Of A Valley (Silencio De Un Valle)
- 2005 – I am Free (en árabe)
- 2007 – Doushi (Mi Amor)
- 2010 – Mokhneeten Minokh (Te Extraño)
- 2010 - Pearls of The East (Perlas del Oriente)
- 2013 - Linda & Friends (Linda y Amigos)
- 2014 - Sariq Al-Malakoot (sencillo)
- 2015 - Poolada (Hierro)
- 2017 - Lela Khteeta (No Es Pecado)